# Dragon radieux
Dragon radieux (abrégé DR) est une revue sur les jeux de rôles lancée en 1985 et qui, de statut amateur, est devenue professionnelle et parmi les principales dans l'univers rôliste francophone. Le magazine a cessé de paraître après 23 numéros, soit au début des années 1990.

## Historique
Fondée par Paul et Pascaline Chion, un couple d'instituteurs, Dragon radieux est, au départ, une association iséroise (région de Morestel) et les premiers numéros du fanzine sont édités avec des moyens amateurs : un Apple II et une imprimante à marguerite, des équipements déjà obsolètes à l'époque. Pourtant, en quelques numéros (vers le 4e), le magazine prend son essor, et est diffusé à travers la France, la Suisse et la Belgique, par le réseau des magasins spécialisés (relais Descartes et indépendants). Le lectorat déborde très largement la région Rhône-Alpes. Les premiers rédacteurs sont régionaux, mais l'audience du DR fait que les articles émanent de toute la France, voire au-delà des frontières.
Le magazine a cessé de paraître après 23 numéros, soit au début des années 1990. Selon Julien Pirou, cette disparition est typique de la longévité limitée des revues spécialisées dans les jeux de rôle sur table qui connaissent un essor au début des années 1980 avant de disparaître les unes après les autres. Olivier Caïra rapproche Dragon radieux d'autres titres « relativement pérennes » tels que Chroniques d'outre monde et Backstab, mais constate un « taux de mortalité important » parmi ces revues.

## Ligne éditoriale
Le ton humoristique et la qualité des parutions visaient à parler essentiellement du jeu de rôle de qualité, avec des rubriques d'aides de jeux, des thématiques et de nombreux scénarios. La partie actualités était plus faible que dans Casus Belli.

## Activités d'édition
De magazine, Dragon radieux est aussi devenu éditeur de jeux de rôles dont Empires & dynasties, de Patrick Durand-Peyroles (1988) et Hurlements, de Jean-Luc et Valérie Bizien ; mais aussi d'univers de jeu comme le monde de Trégor (1987) et des jeux de plateaux tels que Aristos, de Philippe Mouchebeuf. Trégor fait l'objet d'une deuxième édition dont le financement est lancé en ligne par les éditions Mnémos en juin 2023.